# Marcipa truncata
Marcipa truncata là một loài bướm đêm trong họ Erebidae.